# Rue Bernard-de-Ventadour
Rue Bernard-de-Ventadour är en gata i Quartier de Plaisance i Paris fjortonde arrondissement. Gatan är uppkallad efter trubaduren Bernart de Ventadorn, verksam under 1100-talet. Rue Bernard-de-Ventadour börjar vid Rue Pernety 83 och slutar vid Rue Desprez 7.

## Omgivningar
- Notre-Dame-de-l'Arche-d'Alliance
- Notre-Dame-du-Travail
- Rue Camulogène
- Rue Vercingétorix

## Bilder
| - Bernart de Ventadorn. - Gatuskylt. - Notre-Dame-de-l'Arche-d'Alliance. - Notre-Dame-du-Travail. |

## Kommunikationer
- Tunnelbana – linje  – Pernety
- Busshållplats Pernety – Paris bussnät

### Webbkällor
- ”Rue Bernard-de-Ventadour”. Mairie de Paris. https://web.archive.org/web/20160303201821/http://www.v2asp.paris.fr/commun/v2asp/v2/nomenclature_voies/Voieactu/0897.nom.htm. Läst 2 januari 2024.
- ”Rue Bernard-de-Ventadour (14ème arrondissement)”. Les rues de Paris. https://web.archive.org/web/20160409041532/http://www.parisrues.com/rues14/paris-14-rue-vercingetorix.html. Läst 2 januari 2024.